# Marienkapelle (Schevenhütte)

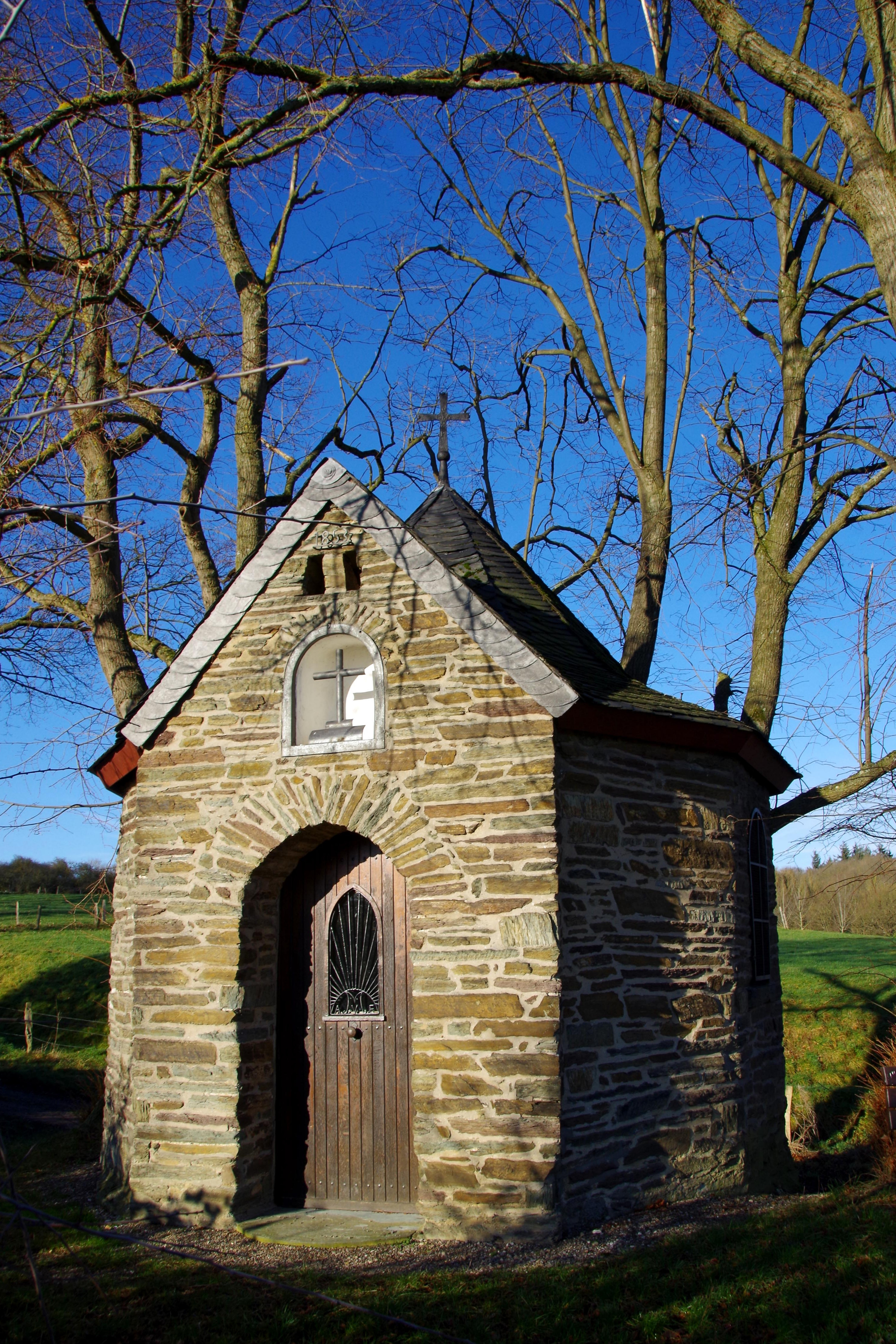
Marienkapelle Schevenhütte

Die Marienkapelle Schevenhütte ist eine christliche Andachtsstätte am Rande des Stolberger Ortsteils Schevenhütte. Der Bau wurde 1853 durch Pfarrer Theodor Joseph Siegeler (1798–1882) in Auftrag gegeben. Später wurde er zudem als Kriegergedächtniskapelle und als 14. Station des Schevenhüttener Kreuzweges konzipiert.

## Geschichte
Nachdem ab Mitte des 19. Jahrhunderts die Bevölkerung von Schevenhütte stetig zugenommen hatte, erwies sich die vorhandene und der Heiligen Dreifaltigkeit geweihte Pfarrkirche als zu klein. Daraufhin entschloss sich der von 1840 bis 1882 amtierende Ortspfarrer von Schevenhütte, Joseph Siegeler, 1853 sowohl die Marienkapelle am westlichen Ortsrand als auch die Donatuskapelle im Ortsteil „Bend“ zu erbauen. Damit konnte der Bevölkerung vor allem bis zum Bau einer der neuen und größeren Pfarrkirche St. Josef zusätzliche Örtlichkeiten für ihre Andachten und Messfeiern angeboten werden.
Mitte des 20. Jahrhunderts wurde die Kapelle mit einer Tafel ausgestattet, auf der die Namen der Kriegstoten beider Weltkriege eingraviert sind. Jährlich am Palmsonntag ist die Marienkapelle als 14. Station des Schevenhüttener Kreuzweges Zielort einer Prozession.
Bedingt durch Vandalismusvorfälle musste die Kapelle mehrfach saniert und auch die 1978 aus der Verankerung gerissene und zerstörte alte Glocke erneuert und 1980 neu geweiht werden.

## Architektur und Ausstattung
Bei der Marienkapelle hat sich Siegeler für einen der Aachener Pfalzkapelle nachempfundenen oktogonalen Bau mit Zeltdach und einem nach Osten hin kleinen Vorbau mit Giebelfassade für den Eingangsbereich sowie für einen weitläufigen Außenbereich unter Bäumen entschieden. Im Dreiecksgiebel oberhalb einer kleinen und mit einem Kreuz bestückten Nische wurde die Jahreszahl 1853 mittels Eisenankern angebracht.
Im Inneren ist die Kapelle mit einem Holzaltar versehen, auf dem ein barocker Nischenaufsatz mit einer Figur von Maria als Frau aus der Offenbarung nach Johannes aufgesetzt ist. Dieses Ensemble befand sich zuvor in der alten Dreifaltigkeitskirche und war 1711 von Bürgern des Ortes gestiftet worden. Am Sockel des Altaraufsatzes ist eine Plakette angebracht, auf der dazu eingraviert ist: Ao 1711 Ist Dieser Altar Zv Ehren Der Aller Seeligsten Jvngfrav und Mvtter Gotts Maria Vnd S. Joseph Dvrch Die Ehrsame Hinrig Wingen Vnd Petronella Rösseler Ehelevt Erbavet. Nachdem es in den 1970er-Jahren zu mehrfachen Vandalismusvorfällen an der Kapelle gekommen war, entschloss sich die Gemeinde, den barocken Altar mit dem Aufsatz und der Marienfigur wieder in die neue St-Josef-Pfarrkirche von Schevenhütte zu überführen und die Kapelle mit einer neugotischen Marienfigur aus einem Seitenaltar der Pfarrkirche aus Schevenhütte auszustatten.